# Římskokatolická farnost Radkov
Římskokatolická farnost Radkov je územní společenství římských katolíků s farním kostelem Narození Panny Marie v Radkově.

## Kostely a kaple na území farnosti
- Kostel Narození Panny Marie v Radkově
- Kaple Panny Marie, Matky ustavičné pomoci v Novém Zálužném